# Alloiopodus pinguis
Alloiopodus pinguis is een eenoogkreeftjessoort uit de familie van de Bathypontiidae. De wetenschappelijke naam van de soort is voor het eerst geldig gepubliceerd in 1969 door Bradford.